# Donja Velika (Preseka)
Donja Velika je naseljeno mjesto u Republici Hrvatskoj u Zagrebačkoj županiji. 

## Zemljopis
Administrativno je u sastavu općine Preseka. Naselje se proteže na površini od 2,04 km².

## Stanovništvo
Prema popisu stanovništva iz 2001. godine u naselju Donja Velika živi 68 stanovnika i to u 24 kućanstva. Gustoća naseljenosti iznosi 33,33 st./km².
| broj stanovnika | 353   | 394   | 327   | 225   | 141   | 227   | 154   | 166   | 191   | 175   | 149   | 126   | 105   | 87    | 68    | 68    | 53    |
|                 | 1857. | 1869. | 1880. | 1890. | 1900. | 1910. | 1921. | 1931. | 1948. | 1953. | 1961. | 1971. | 1981. | 1991. | 2001. | 2011. | 2021. |